# Duftendes Mariengras
Das Duftende Mariengras (Hierochloe odorata), auch als Duft-Mariengras, Vanillegras, Süßgras oder als Bisongras oder Wohlriechendes Mariengras bezeichnet, ist eine Pflanzenart innerhalb der Familie der Süßgräser (Poaceae). Dieses kumarinhaltige Gras duftet aromatisch nach Waldmeister und wurde bei der Verehrung der Jungfrau Maria verwendet, worauf der deutsche Name Bezug nimmt. Trivialnamen in Nordamerika sind sweet grass oder vanilla grass. Wird die Gattung Hierochloe in Anthoxanthum eingeschlossen, so muss die Art den Namen Anthoxanthum nitens (Weber) Y.Schouten & Veldkamp tragen.

## Beschreibung

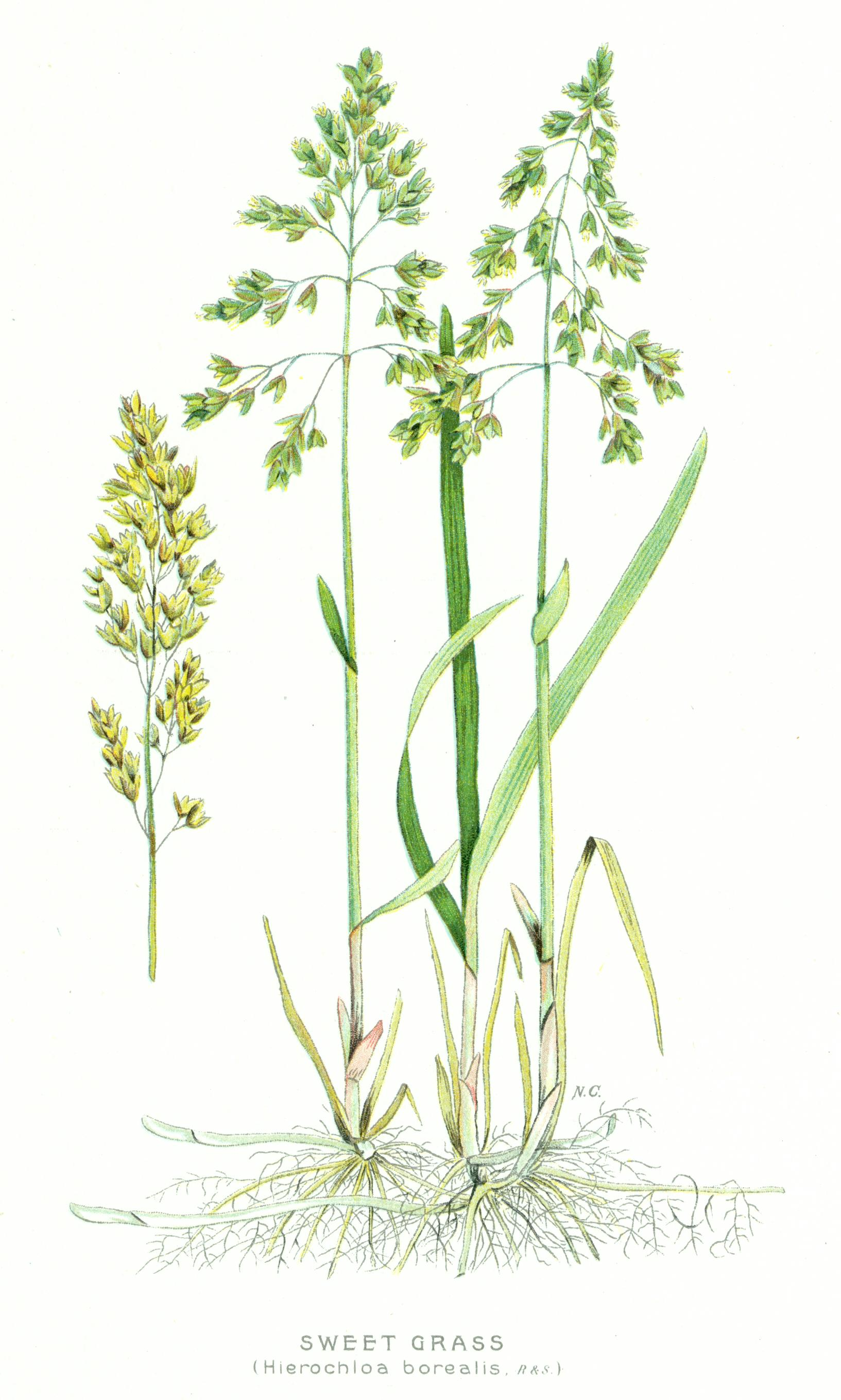
Illustration

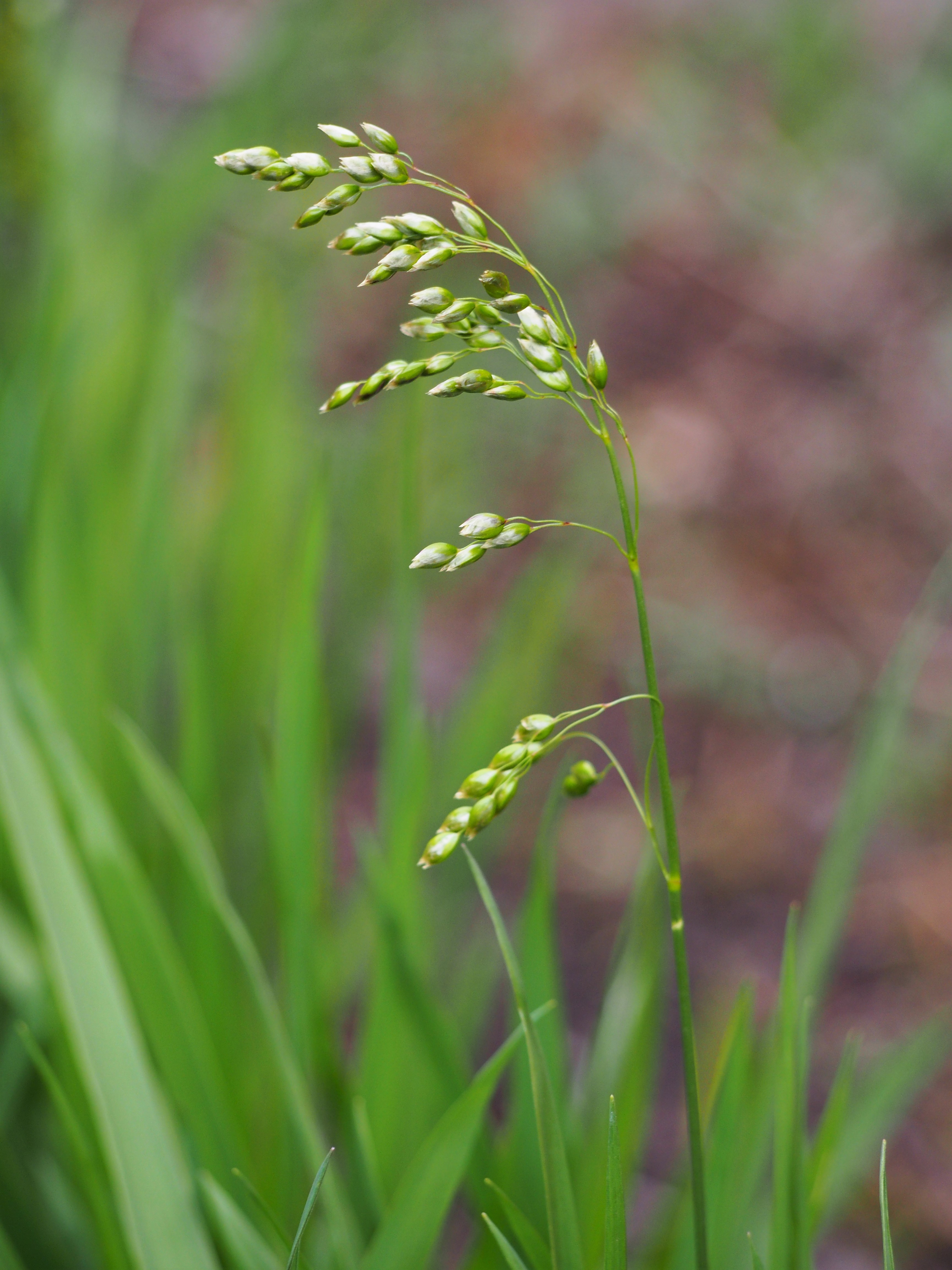
Blütenstand beim Aufblühen

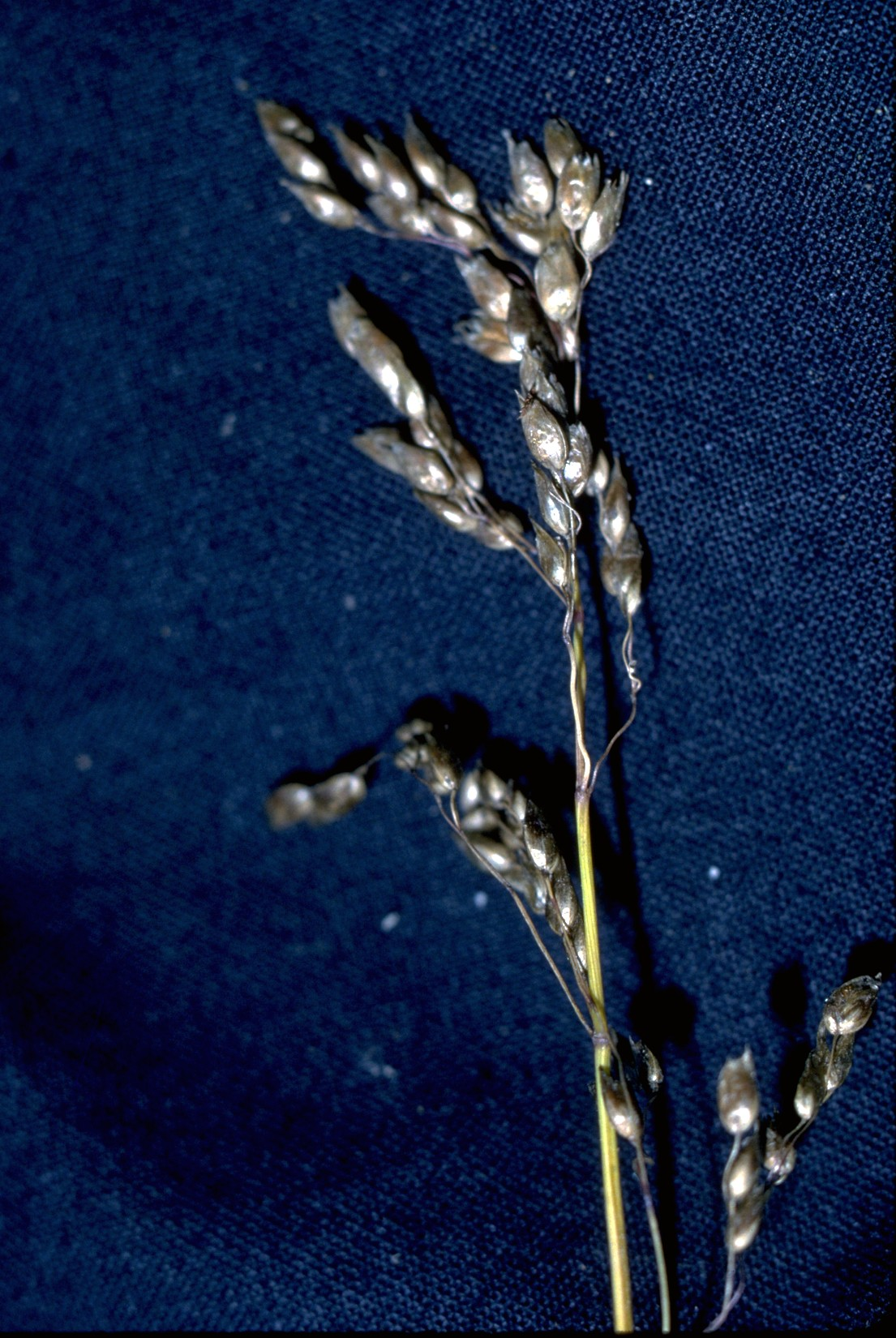
Blütenstand

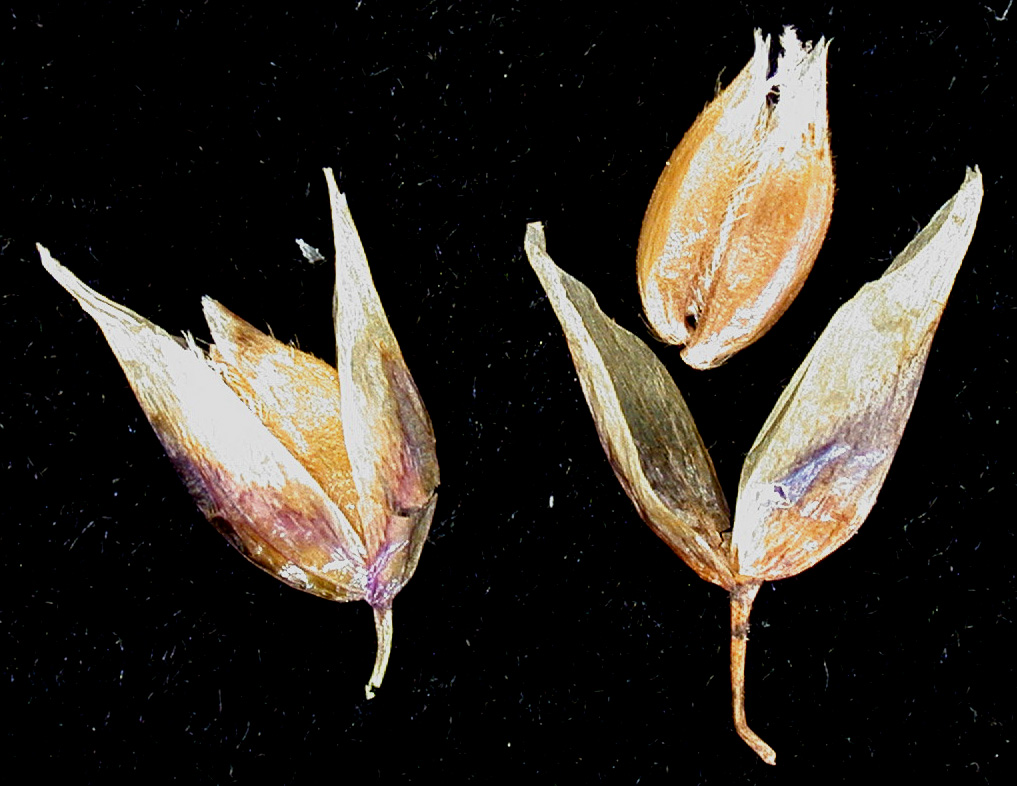
Ährchen

### Vegetative Merkmale
Das Duftende Mariengras ist eine ausdauernde krautige Pflanze und erreicht Wuchshöhen von 20 bis 50 Zentimetern. Mit langen dünnen Rhizomen bildet es dichte Horste oder „Flecken“. Die aufrechten Halme sind dünn und verfügen über nur wenige Knoten; sie sind glatt und nur unterhalb des Blütenstandes leicht rau oder zuweilen auch glatt. Die Blatthäutchen (Ligulae) sind stumpf und etwa 2 bis 4 Millimeter lang. Die Blattscheiden sind fein angeraut und auf dem Rücken gerundet. Die unteren Blattspreiten sind bei einer Länge von bis zu 30 Zentimetern sowie bei einer Breite von bis zu 10 Millimetern schlank zugespitzt, flach, spärlich behaart oder kahl und an den Rändern rau. Die oberen Stängelblätter sind auffallend kurz. Die Blattunterseiten sind grün-glänzend.

### Generative Merkmale
Die Blütezeit reicht von Ende März bis Mai. Die lockeren, bei einer Länge von 4 bis 10 Zentimetern sowie einer Breite von bis zu 8 Zentimetern eiförmig-ovalen, rispigen Blütenstände sind mit geschlängelten Verzweigungen. Die Ährchenstiele sind kahl. Die bei einer Länge von etwa 4 Millimetern breit-elliptischen, etwas plumpen Ährchen  enthalten drei Blüten und sind am Grund grün oder purpurfarben, aufwärts gold-braun. Die beiden unteren Ährchen sind rein männlich, die obere ist zwittrig. Sie zerbrechen bei der Reife oberhalb der Hüllspelzen, die Einzelblüten fallen geschlossen ab. Die breiten, stumpfen, gelb-braunen Hüllspelzen sind ausdauernd und etwas kürzer oder so lang wie die Blüten. Sie sind ein- bis dreinervig, gekielt, trockenhäutig und glänzend. Die unteren unbegrannten Deckspelzen sind bei einer Länge von 3,5 bis 4,5 Millimetern breit-elliptisch, sehr stumpf, fünfnervig, rau und an den Rändern kurz behaart. Die Vorspelzen verfügen über zwei sehr fein raue Kiele. Die oberen Deckspelzen sind am oberen Ende kurz behaart und drei- bis fünfnervig. Die drei Staubblätter (Antheren) sind bis zu 3 Millimeter lang.
Die Chromosomenzahl beträgt 2n = 28 oder 42.

## Vorkommen
Das Duftende Mariengras ist in Eurasien und Nordamerika weitverbreitet, kommt aber meist nur zerstreut bis selten vor. In Europa kommt es in fast allen Ländern vor und fehlt nur in Portugal, Slowenien, Kroatien, Bosnien-Herzegowina, Montenegro, Albanien, Nordmazedonien, Griechenland, Rumänien, Bulgarien und im europäischen Teil der Türkei. In Ungarn ist die Ursprünglichkeit der Vorkommen zweifelhaft.
Es ist eine seltene Grasart nasser grasiger Standorte in Bruchwäldern, Pfeifengraswiesen (Molinion-Gesellschaften), Kleinseggenrieden (Caricetalia fuscae-Gesellschaften) und an Flussufern. Es steigt in den Alpen im Kanton Wallis im Val de Réchy im Naturschutzgebiet Ar du Tsan bis in eine Höhenlage von 2185 Meter auf.
Es wächst meist auf feuchten bis nassen, meist moorigen aber auch sandigen, mäßig nährstoff- und basenreichen, meist stickstoffarmen, mäßig sauren und humosen Böden. Die Zeigerwerte nach Ellenberg sind: L-6, T-6, K-7, F-9, R-4, N-2, S-0. Die ökologischen Zeigerwerte nach Landolt et al. 2010 sind in der Schweiz: Feuchtezahl F = 4w+ (sehr feucht aber stark wechselnd), Lichtzahl L = 4 (hell), Reaktionszahl R = 3 (schwach sauer bis neutral), Temperaturzahl T = 3 (montan), Nährstoffzahl N = 3 (mäßig nährstoffarm bis mäßig nährstoffreich), Kontinentalitätszahl K = 3 (subozeanisch bis subkontinental), Salztoleranz = 1 (tolerant).

### Gefährdung
Das Duftende Mariengras ist europaweit ungefährdet. In Deutschland ist es jedoch in der Roten Liste gefährdeter Gefäßpflanzen als gefährdet (Kategorie 3) eingestuft. Die Gefährdungsursachen sind vor allem das Brachfallen, die Trockenlegung und intensive Beweidung vormals extensiv genutzter Frisch- und Feuchtwiesen. In der Schweiz gilt die Art als "stark gefährdet".

## Systematik
Die Erstveröffentlichung  erfolgte 1753 unter dem Namen (Basionym) Holcus odoratus durch Carl von Linné in Species Plantarum, Tomus II, Seite 1048. Die Neukombination zu Hierochloe odorata (L.) P.Beauv. wurde durch Ambroise Marie François Joseph Palisot de Beauvois in Essai d'une nouvelle Agrostographie; ou nouveaux genres des Graminées; avec figures représentant les caractères de tous les genres, Seite 164, Tafel 9, fig. 5 veröffentlicht. In der Gattung Anthoxanthum kann aber das Epitheton „odoratum“ keine Verwendung finden, da es schon für eine andere Art verwendet wurde. Mit der Beschreibung als Poa nitens durch George Heinrich Weber in Supplemento Florae Holsaticae .., Nr. 6, 1787 konnte neu die Kombination Anthoxanthum nitens (Weber) Y.Schouten & Veldkamp gebildet werden, die Y.Schouten & Jan Frederik Veldkamp 1985 in der Zeitschrift Blumea Band 30, Nr. 2,  S. 348 durchführten.
Synonyme für Anthoxanthum nitens (Weber) Y.Schouten & Veldkamp sind Hierochloe odorata (L.) P.Beauv., Holcus odoratus L., Holcus borealis Schrad., Hierochloe borealis (Schrad.) Roem. & Schult.,  Hierochloe arctica J.Presl, Poa nitens Weber.
Der wissenschaftliche Gattungsname Hierochloe ist griechischen Ursprungs und bedeutet „heiliges Gras“ nach hierós „heilig“ und chloé „Gras“. Das lateinische Artepitheton odorata bedeutet „wohlriechend, duftend“.
Je nach Autor gibt es etwa zwei Unterarten:
- Anthoxanthum nitens subsp. balticum (G.Weim.) G.C.Tucker (Syn.: Hierochloe odorata subsp. baltica G. Weim.): Sie kommt in Schweden, Finnland, Polen, Belarus, Lettland, Estland und Russland vor.[4]
- Anthoxanthum nitens (Weber) Y.Schouten & Veldkamp subsp. nitens.

## Verwendung
Vor allem der unterste Teil der Blätter hat ein intensives Waldmeisteraroma und wird in Parfüms, Tabak, Süßspeisen und Getränken (z. B. Żubrówka) verwendet. Das Gras wurde in einigen Teilen Preußens der Jungfrau Maria gewidmet und an Festtagen vor die Kirchentüren gestreut. Der vom Underberg Konzern hergestellte Wodka Grasovka wird mit Mariengras aromatisiert. In jeder Flasche befindet sich zu Dekorationszwecken ein Halm des Grases.